# Gytha Thorkelsdóttir
Gytha Thorkelsdóttir (asi 997 – asi 1069), nazývaná také Githa, byla dánská šlechtična. Byla manželkou hraběte Godwina z Wessexu a matkou krále Harolda Godwinsona a Edity z Wessexu, královny manželky krále Eduarda Vyznavače.

## Biografie
Gytha Thorkelsdóttir byla dcerou dánského náčelníka Thorgila Spraklinga (také nazývaného Thorkel). Gytha byla také sestrou dánského hraběte Ulfa Thorgilssona, který se oženil s Estrid Svendsdatterovou, sestrou krále Knuta Velikého. Provdala se za anglosaského šlechtice Godwina z Wessexu. Měli velkou rodinu a jeden z jejich synů, Harold, se stal anglickým králem.
Dva z jejich synů, Harold a Tostig, se postavili proti sobě v bitvě u Stamford Bridge, kde byl Tostig zabit. O necelý měsíc později byli invazní normanskou armádou Viléma Dobyvatele v bitvě u Hastingsu zabiti tři její synové: Harold, Gyrth a Leofwine. Viléma prosila o navrácení těla svého zabitého syna krále Harolda, ale neuspěla. Krátce po bitvě u Hastingsu žila Gytha v Exeteru a mohla být příčinou povstání tohoto města proti Vilémovi Dobyvateli v roce 1067, které vedlo k obležení města. Podle Anglosaské kroniky Gytha opustila Anglii po jejím ovládnutí Normany, spolu s manželkami nebo vdovami a rodinami dalších prominentních Anglosasů, přičemž veškerý majetek jim byl Vilémem zabaven. O Gythině životě po této době není známo nic jiného, i když je pravděpodobné, že odjela do Skandinávie, kde měla příbuzné.
Její nejmladší a jediný přeživší syn Wulfnoth žil téměř celý svůj život v zajetí v Normandii až do smrti Viléma Dobyvatele v roce 1087. Pouze její nejstarší dcera, královna Edita († 1075), stále měla, jako vdova po králi Eduardovi Vyznavači, určitou moc (jakkoli nominální).

## Děti
- Sven Godwinson, hrabě z Herefordshire, (cca 1020–1052), se v určitém okamžiku prohlásil za nemanželského syna Knuta Velikého, ale je to považováno za falešné tvrzení
- Harold Godwinson, anglický král (cca 1022 – 14. října 1066)
- Edita z Wessexu, (cca 1025 – 19. prosince 1075), královna choť Eduarda Vyznavače
- Tostig Godwinson, hrabě z Northumbrie (cca 1026 – 25. září 1066)
- Gyrth Godwinson, hrabě z Východní Anglie (cca 1030 – 14. října 1066)
- Gunhilda z Wessexu, jeptiška (cca 1035–1080)
- Leofwine Godwinson, hrabě z Kentu (cca 1035 – 14. října 1066)
- Ælfgifu z Wessexu, (cca 1035)
- Wulfnoth Godwinson, (cca 1040–1094)